# ماوريسيو إيغور رودريغوس مارتينز
ماوريسيو إيغور رودريغوس مارتينز (بالألبانية: Mauricio Igor Rodrigues Martins‏) (8 فبراير 1993 في البرازيل - ) هو لاعب كرة قدم ألباني في مركز الدفاع. لعب مع نادي ساو كارلوس وKF Tërbuni Pukë ‏ وKF Elbasani ‏.

## وصلات خارجية
- ماوريسيو إيغور رودريغوس مارتينز على موقع قاعدة بيانات كرة القدم.إي يو (الإنجليزية)
- ماوريسيو إيغور رودريغوس مارتينز على موقع Soccerway.com (الإنجليزية)